# Вади-эн-Натрун
Ва́ди-эн-Натру́н (Вади-Натрун, араб. وادي النطرون‎) — впадина на северо-востоке Ливийской пустыни в египетском губернаторстве Бухейра, расположена к западу от дельты Нила. Название долины связано с наличием в ней более десяти небольших богатых содой озёр (натрун по-гречески означает едкий натр). В регионе с IV века существовали три крупные общины монахов-пустынников: Нитрия, Келлия и Скитис, или Скитская (копт. ⲓϩⲏⲧ) пустыня. От последнего названия происходит название скита.

## Описание
Вади-Натрун имеет длину около 40 км, ширину 3—8 км, высота над уровнем моря составляет 24 м. Тектоническая трещина, в которой расположена долина, углублена древней речной эрозией и дефляцией. На несколько месяцев в году щелочные озёра пересыхают, и тогда на них возможна добыча карбоната натрия.
В настоящее время земли Вади-Натрун орошаются из колодцев, и идёт активный процесс их адаптации для сельского хозяйства.

## История
Первыми использовать озёра долины Натрун для добычи соды начали древние египтяне, которые применяли её для мумификации. Главный герой древнеегипетской «Повести о красноречивом крестьянине» Хевинануп происходил из этих мест.
Вади-Натрун служила прибежищем египетским христианам ещё с первых столетий нашей эры. В период с IV по VII век пустыня была популярным местом у христианских отшельников, вследствие чего в ней было основано несколько десятков монастырей. Первым из числа отцов-пустынников был Макарий Великий, в честь которого назван один из уцелевших монастырей.
В 1847 году в расположенном в пустыне монастыре святой Марии Матери был найден Нитрийский кодекс, содержащий текст Евангелия от Луки.

### Известные отшельники
- Исаия Отшельник
- Карион
- Паисий Великий

## Монастыри
Важность региона для христиан уменьшилась после арабского завоевания Египта в 641 году, в ходе которого множество монастырей были разграблены и уничтожены. В настоящее время уцелели лишь четыре древних монастыря, которые датируются IV веком нашей эры и действуют до сих пор. Они расположены чуть в стороне от дороги Александрия — Каир и доступны для посещения только во время, отличное от времени проведения в них религиозных мероприятий.
- Монастырь Макария Великого
- Монастырь Барамус
- Монастырь Святого Паисия
- Монастырь Дейр-Суриани

## Галерея

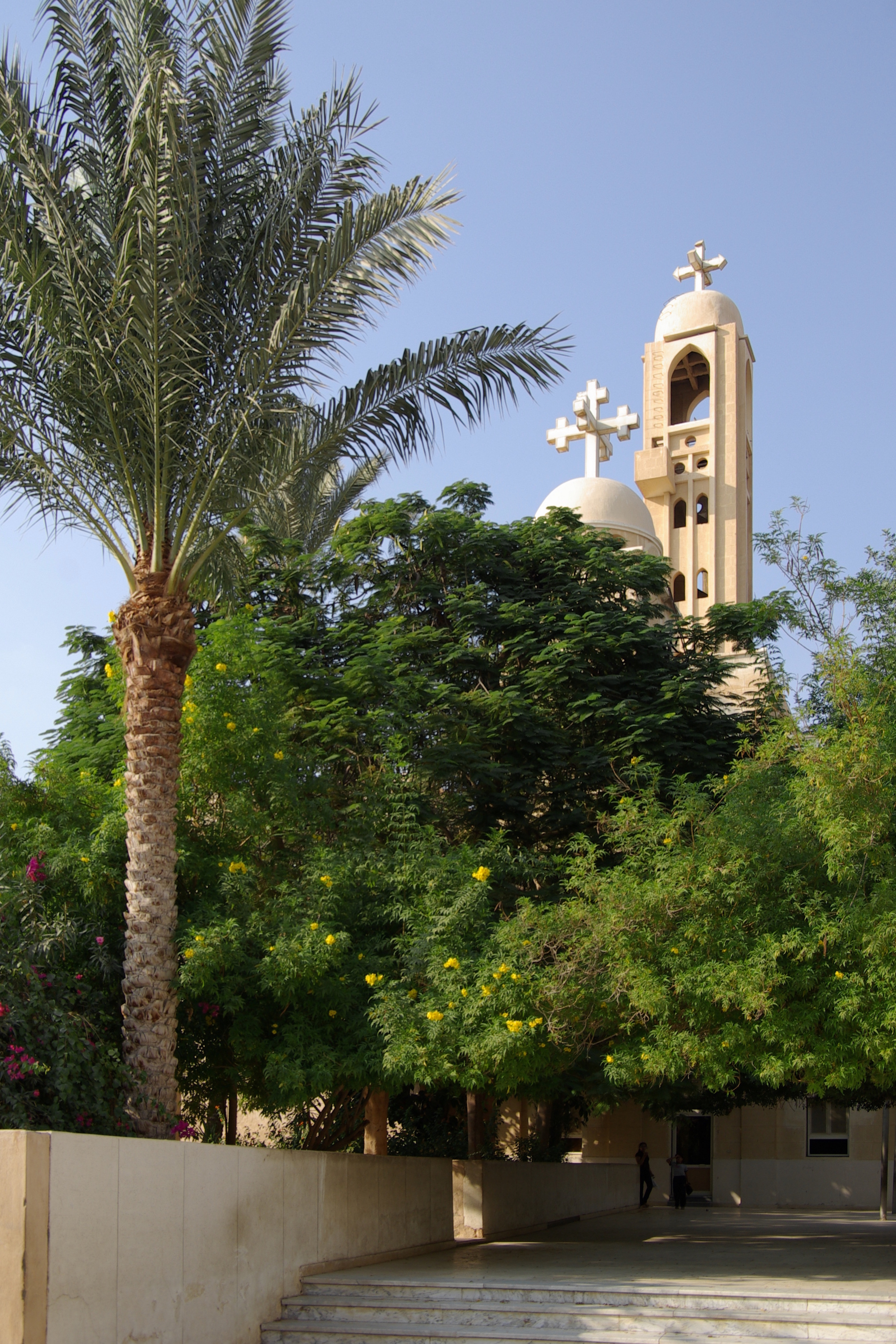
Монастырь Святого Паисия
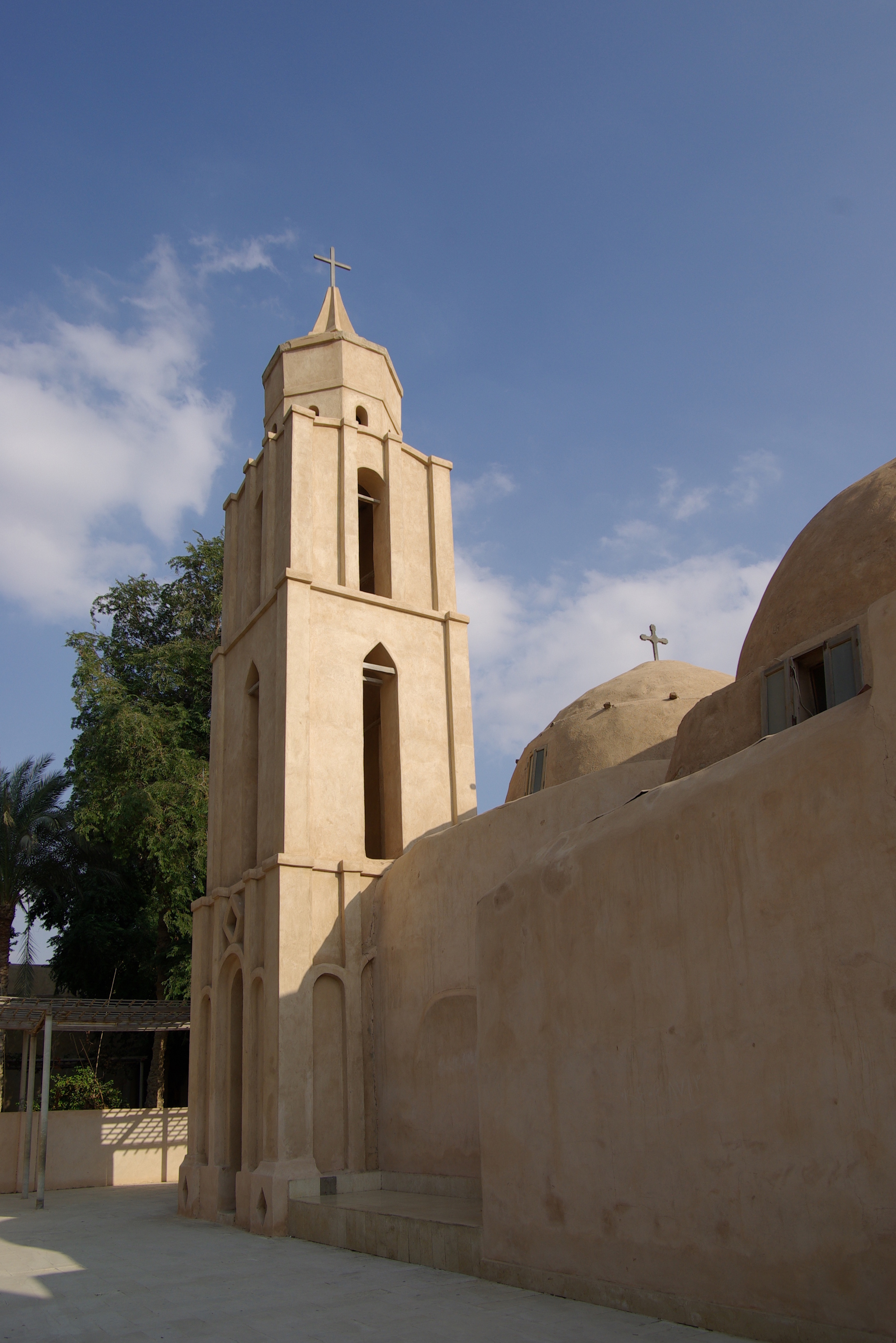
Монастырь Святого Паисия
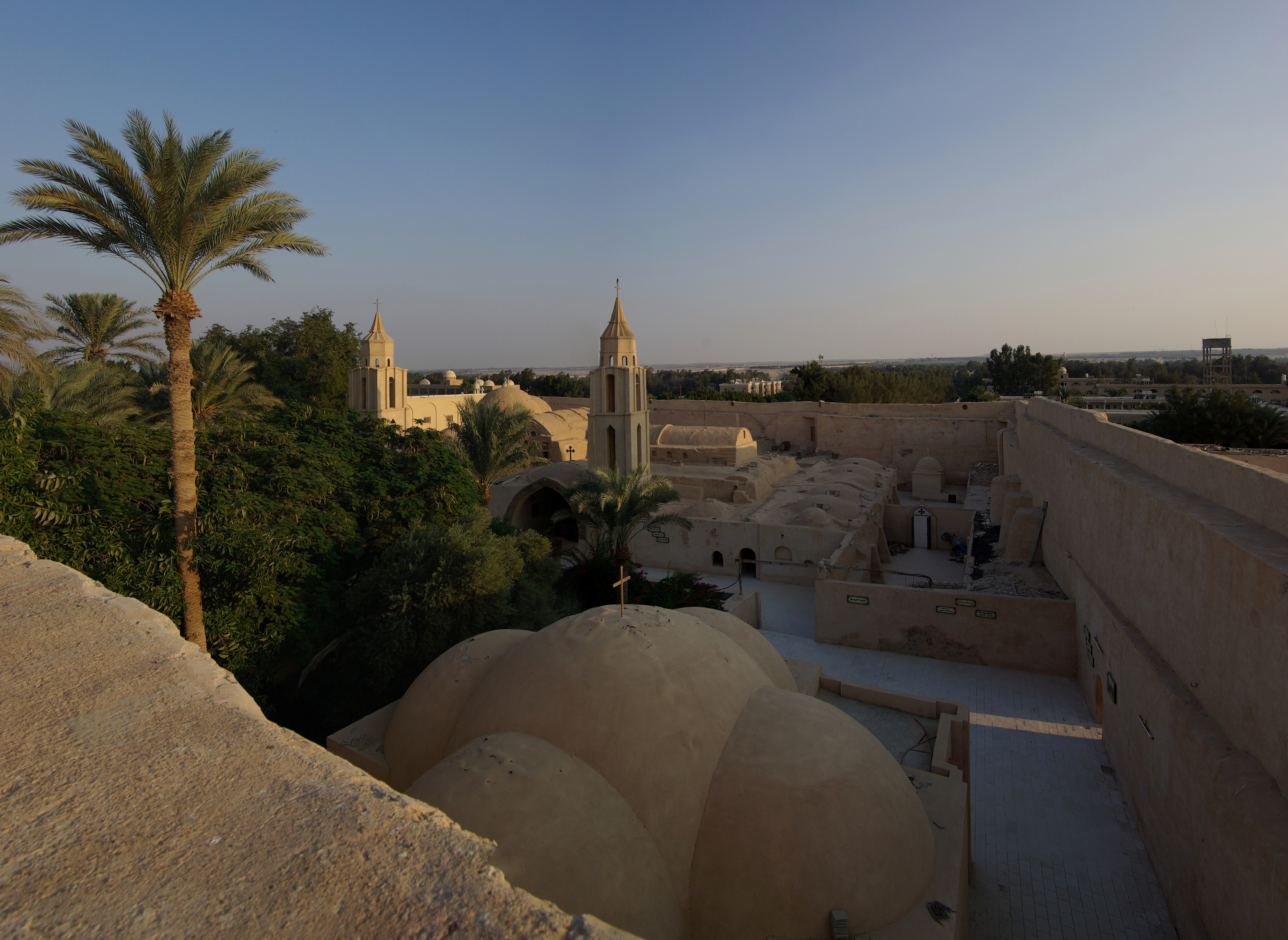
Монастырь Святого Паисия
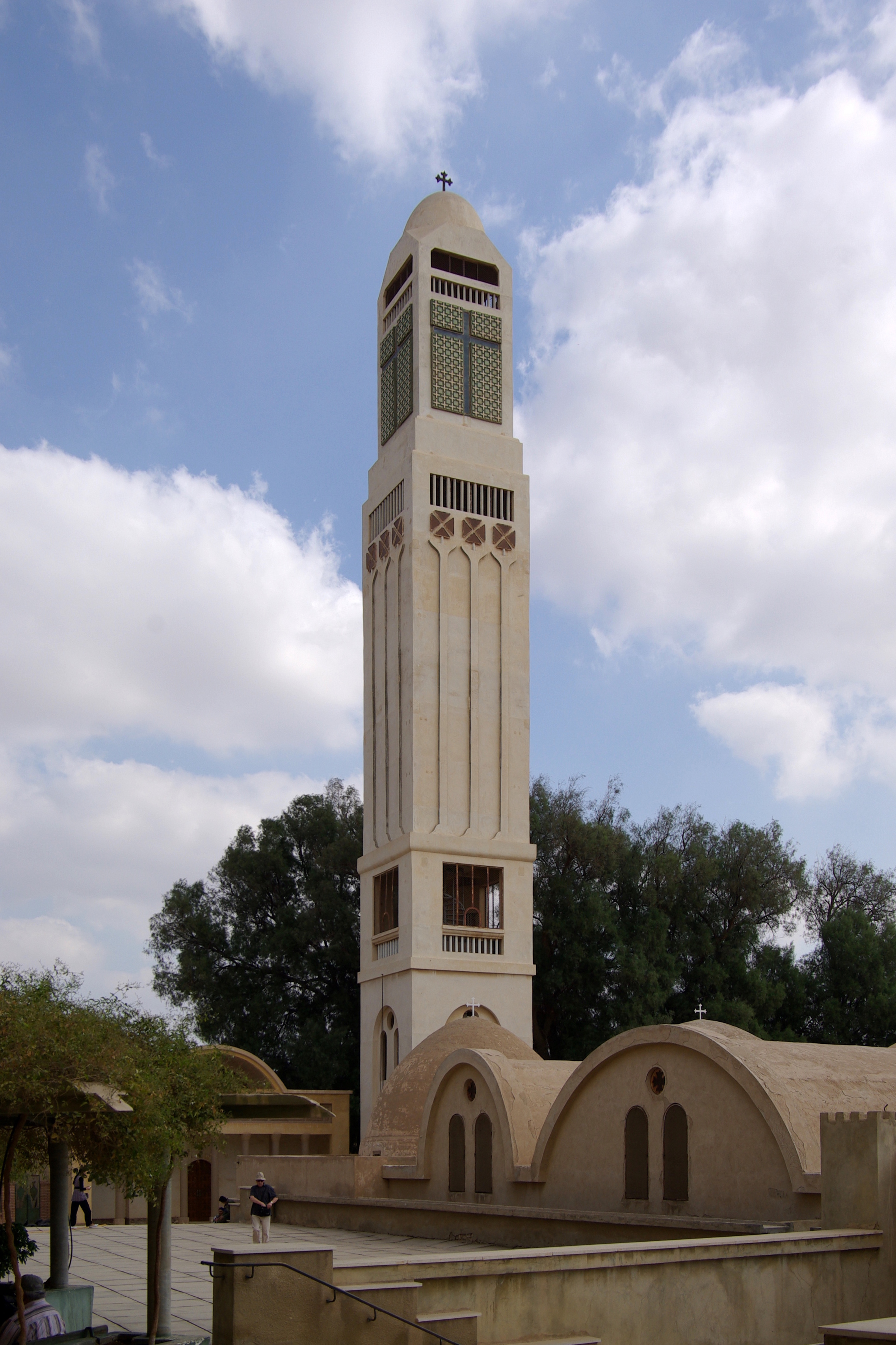
Монастырь Макария Великого
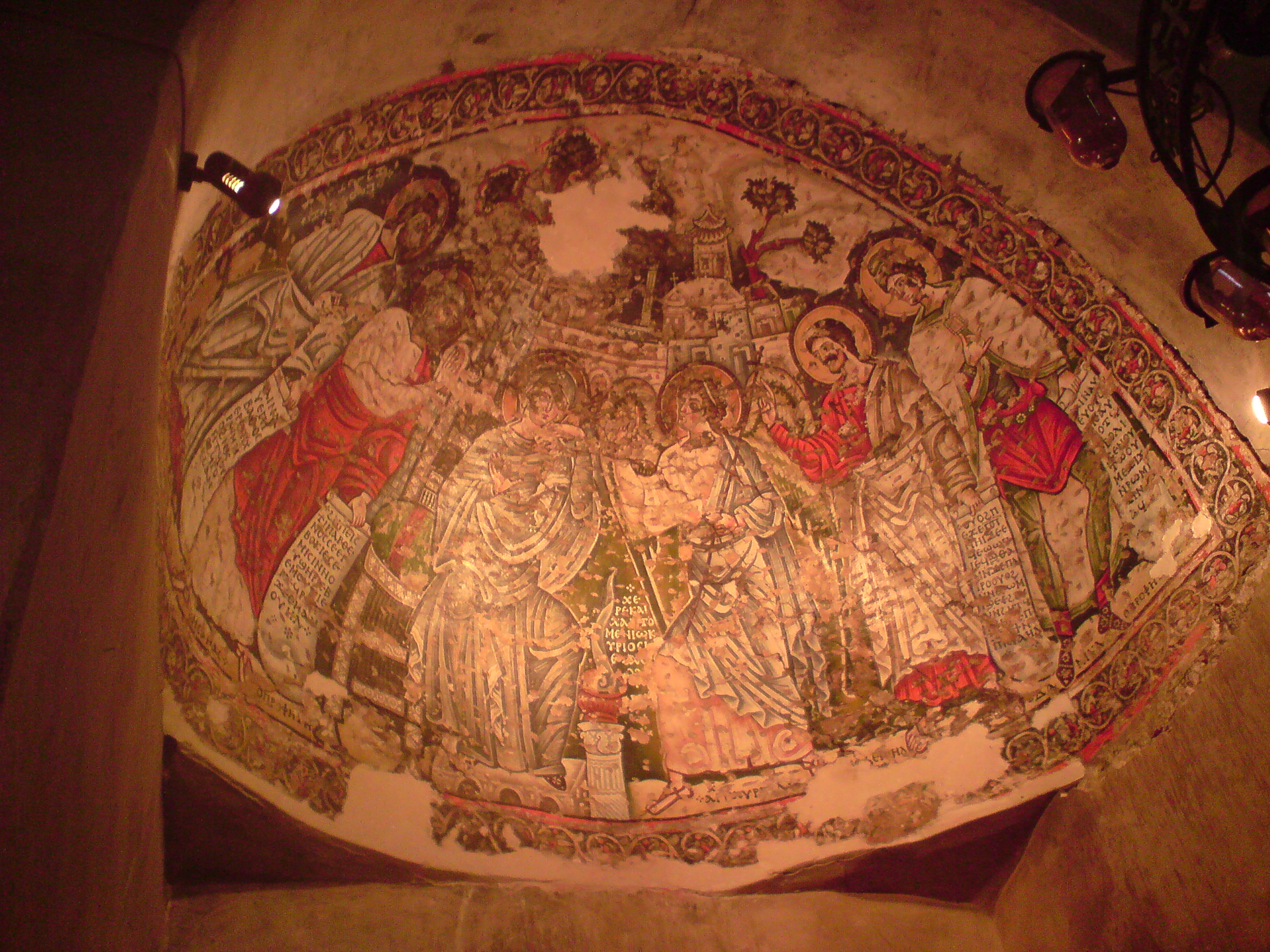
Фрески Сирийского монастыря
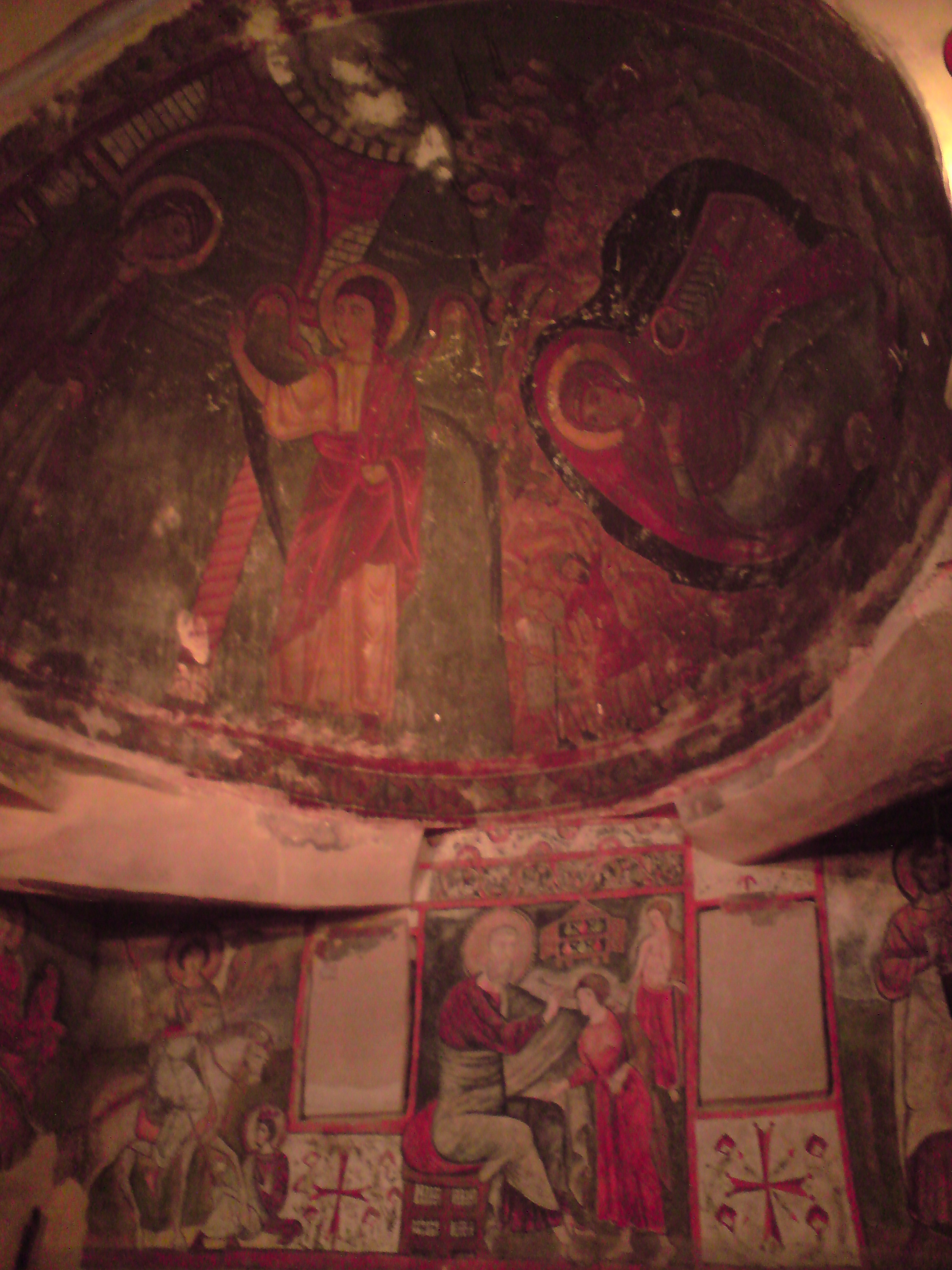
Фрески Сирийского монастыря